# Ретвиш (Штайнбург)
Ретвиш (нем. Rethwisch) — община в Германии, в земле Шлезвиг-Гольштейн.
Входит в состав района Штайнбург. Подчиняется управлению Кремпермарш. Население составляет 591 человек (на 31 декабря 2010 года). Занимает площадь 9,83 км².